# Миноцо (Ређо Емилија)
Миноцо је насеље у Италији у округу Ређо Емилија, региону Емилија-Ромања.
Према процени из 2011. у насељу је живело 269 становника. Насеље се налази на надморској висини од 782 м.